# Sentier de grande randonnée du lac Baïkal
Pour les articles homonymes, voir Baikal.
Le Sentier de grande randonnée du lac Baïkal (en russe : Большая Байкальская Тропа) est un réseau de sentiers touristiques d’une longueur totale de plus de 1 800 kilomètres autour du lac Baïkal en Sibérie (Russie).
Depuis 2003, ce réseau de sentiers, dont l’idée remonte déjà aux années 1970, se construit petit à petit grâce à des bénévoles. Bien qu’encore en cours de réalisation, des tronçons sont déjà accessibles pour la randonnée. Près de 25 camps sont organisés chaque année, pendant lesquels des bénévoles du monde entier se réunissent pour continuer le travail de préparation des sentiers.